# 최비
최비(崔毖, ?~?)는 고구려로 망명한 서진 및 동진의 관료이다.
311년 12월, 처남인 유주자사 왕준의 추거로 동이교위(東夷校尉)에 임명되었으며 이후에는 평주자사(平州刺史) 자리까지 오르게 되었다.
319년, 요동에서 독자적인 세력으로 자리잡고자 고구려와 선비족에 도움을 요청했지만 작전에 실패하게 되자 고구려로 망명했다.

## 참고 자료
- 『晋書』巻108
- 『資治通鑑』巻87 - 巻91